# Zarabatana

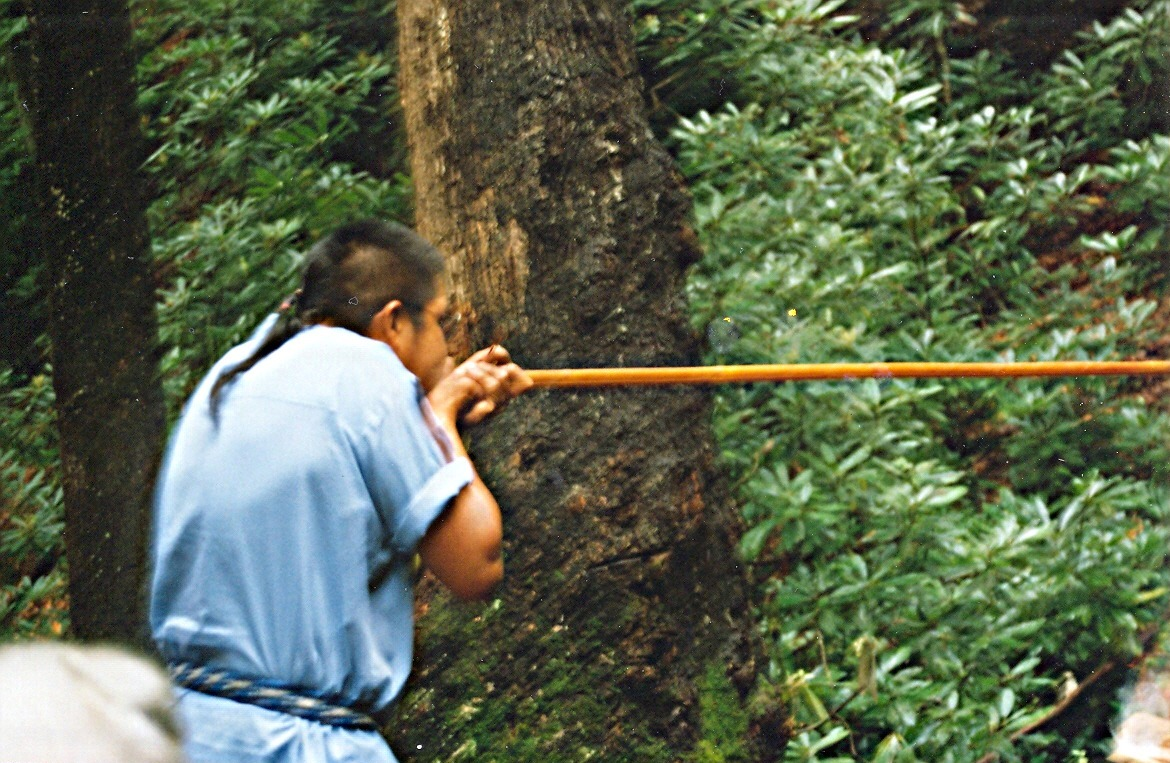
Índio Cherokee com zarabatana

A zarabatana (originária da palavra árabe zarabatan) é uma arma que consiste num tubo originalmente de madeira (caule oco), e hoje de metal ou plástico, pelo qual são soprados pequenos dardos, setas ou projécteis. A zarabatana é uma arma, não um brinquedo, podendo infligir danos graves. Existem restrições a sua venda no Reino Unido, no Canadá e em alguns estados americanos.
Atualmente o tiro de competição com zarabatana é praticado em todo o mundo, em especial nos Estados Unidos da América. Em Portugal é uma prática um pouco desconhecida, mas que começa a ganhar algum relevo, visto ser uma actividade muito divertida, acessível, económica e centrada para todas as idades. Facilmente se pode adquirir uma zarabatana no mercado português ou brasileiro, estando à venda em lojas especializadas em material de desportos de precisão.
As zarabatanas eram utilizados pelos povos indígenas da América do Sul (Amazónia e Guianas) e Sudeste da Ásia, e por algumas tribos da América do Norte, que as utilizavam para caçar pequenos animais, nomeadamente pássaros, esquilos, macacos e coelhos. As setas utilizadas (muito leves) possuíam em média de 10 a 15 cm, e tinham pontas embebidas em venenos ou substâncias tóxicas — curare, secreção de sapos e seivas venenosas. As seivas eram extraídas de plantas como a Antiares toxicaria e a Palicourea marcgravii, entre outras.
Acredita-se que a zarabatana foi utilizada inicialmente por pequenas comunidades de caçadores e colectores ainda na Pré-história.

## O uso da zarabatana pelos nativos do Novo Mundo
Havia várias maneiras de fabricá-la e uma delas, adotada por tribos ao longo do Rio Içana entre Brasil, Venezuela e Colômbia, consistia no emprego de dois tubos, um de paxiúba e outro de uma gramínea. Após imersão em água para amolecer a polpa, esta era removida com o auxílio de varetas longas. Com a ajuda de fogo os tubos eram endireitados e seus interiores lixados com chumaço de raiz áspera colocada nas pontas das varetas. O tubo menor de gramínea era colocado dentro do de paxiúba. Em uma extremidade era fixado um bocal para facilitar o sopro e em algumas zarabatanas um dente de capivara era fixado com resina no terço inferior para servir de mira.
Índios do Amazonas fabricavam a zarabatana utilizando o caule da palmeira paxiúba (Iriartea setigera Mart.), com três a cinco metros de comprimento e de quatro a cinco centímetros de diâmetro. O tronco era partido longitudinalmente, a medula era removida e as duas partes unidas novamente com o auxílio de fibras extraídas de cascas de árvores.  Índios peruanos usavam este mesmo processo na fabricação de zarabatana. Algumas tribos faziam a zarabatana com dois canudos de madeira unidos um ao outro com fibras de jacitara ou palmeira-cipó e vedados externamente com cera de abelha. A parte com o bocal era mais larga, e a arma afinava em direção à outra extremidade.
Os Makú, da bacia do rio Uaupês da Amazônia, utilizavam o tronco da paxiubinha, uma palmeira, que apresentava cerca de quatro centímetros de diâmetro e três a quatro metros de comprimento. Sua medula era removida com varetas uniformes, resultando em um orifício bastante regular. Na metade externa do tubo era encravado um dente de cutia, que servia de mira.
A flecha da zarabatana, de trinta a quarenta centímetros de comprimento, era feita de cerne de algumas palmeiras. A ponta era afinada e na base ia um chumaço de paina ou algodão, que se ajustava ao diâmetro interno da zarabatana. Ideal para abater aves e animais no topo das árvores e seu alcance com precisão era de vinte a vinte e cinco metros, embora um índio bem treinado e com equipamento de boa qualidade conseguia precisão em até cinqüenta ou sessenta metros.  Índios do Amazonas usavam a paina do fruto da sumaúma ao invés do algodão nas flechas. Estas eram feitas de pecíolo da folha da palmeira paxiúba.
O curare, veneno utilizado em flechas, imobilizava imediatamente o animal, uma vez que a reação ocorria nos músculos do pescoço, a seguir nos da nuca e depois nos dos membros. Posteriormente atingia o diafragma e os músculos cardíacos e a morte era por asfixia. A carne do animal morto podia ser ingerida sem problemas, uma vez que o veneno não fazia nenhum efeito no sistema digestivo.
Os Astecas do México pré-colombiano, em vez de utilizarem flechas na zarabatana para caçar pássaros, atiravam pequenas bolas de barro cozido.
Os Cherokee utilizavam para caçar e mesmo na guerra um tipo de zarabatana feita de taquara, medindo de dois a três metros de comprimento. Os diafragmas, que são as partes dos nós que obstruem as extremidades dos gomos, eram removidos com o emprego de brasas. As setas eram feitas de acácia-da-terra (Robinia pseudoacacia) e tinham trinta centímetros de comprimento. As plumas eram de penas de pássaro ou pelos de animais.

## Variação
Um objeto de funcionamento similar, e que também pode infligir alguns danos, costuma ser improvisado no Brasil com o caule oco de folhas de mamoeiro (Carica papaya), por onde são sopradas as sementes relativamente pesadas da cana-da-índia (Canna indica).